# Allotinus pamisus
Allotinus pamisus är en fjärilsart som beskrevs av Hans Fruhstorfer 1914. Allotinus pamisus ingår i släktet Allotinus och familjen juvelvingar. Inga underarter finns listade i Catalogue of Life.